# В погоне за рейтингами
В погоне за рейтингами (англ. Quest for Ratings) — эпизод 811 (№ 122) сериала «Южный Парк», его премьера состоялась 17 ноября 2004 года.

## Сюжет
Друзья работают над телепередачей и стараются обогнать передачу Крейга по популярности. Их программа — школьные новости, которые почти никто не смотрит, программа Крейга — невероятно тупая подборка видео с животными под измененную музыку из "Шоу Бенни Хилла". Команда новостей (Картман, Кайл, Баттерс, Стэн, Джимми и Токен; Кенни перешёл к Крейгу, потому что Картман достал его своими издёвками) сидит часами в комнате для идей, но даже после переоформления новостей в «Боевые супер-секси новости» их рейтинг не может сравниться с рейтингом «нового» шоу Крейга. В конце концов, они пытаются как-то исправить положение, для чего решают попробовать DXM-содержащий сироп от кашля, вызывающий галлюцинации — после приёма лекарства Баттерс раздевается, Стэн видит кошмары, а потом они выясняют, что все это время ещё и смотрели передачу Крейга. Команда делает об этом доклад, и это спасает их передачу от провала.

## Факты
- Эпизод является насмешкой над погоней новостных программ в попытках перещеголять друг друга[1].
- Большая часть животных, появляющихся в шоу Крейга, — домашние питомцы участников съёмочной группы сериала. Мелодия, звучащая фоном в этом шоу, — «Yakety Sax (англ. Yakety Sax)» Бутс Рэндольфа, наиболее известная благодаря шоу Бенни Хилла[2].
- В одной из сцен мистер Мерил напевает песню «Just Once» Джеймса Ингрэма и Куинси Джонса.
- Это один из немногих эпизодов, где Стэн и Кайл без их шапочек и с роскошными прическами в стиле телеведущих, в то же время оказывается, что Баттерс носит парик.
- Похоже, лекарство запрещено по всему Парк Сити — на момент показывают школу Миддл-Парка, где поголовно каждый ученик заходится в ужасном кашле.
- В серии «Педики Южного Парка» идея с «людьми-крабами» (англ. «crab people», другой перевод — «ворчливые люди») придумана сценаристами «Южного парка» вместе со Стоуном и Паркером как самый плохой сюжетный ход, который только можно использовать. В итоге люди-крабы были использованы в этой серии. Картман в сцене, когда ребята придумывают сюжеты к новостям, 2 раза упоминает о том, что надо использовать идею с людьми-крабами; таким образом, это насмешка Паркера и Стоуна над самими собой.
- В одном из выпусков Животных в шляпах, сзади видна студия разработки мультфильма и даже изображения героев мультфильма на стене.
- Тоннель в глюках Стэна (после собаки в колпаке) напоминает тоннель, показываемый в заставке сериала Доктор Кто.
- Просматривая свои записи после глюков, Кайл обнаруживает, что написал новую песню группы O-Zone.